# Кюрдах
Кюрдах (азерб. Gürdəh) — село в Губинском районе Азербайджана. Входит в состав Рюкской административно-территориальной единицы.

## География

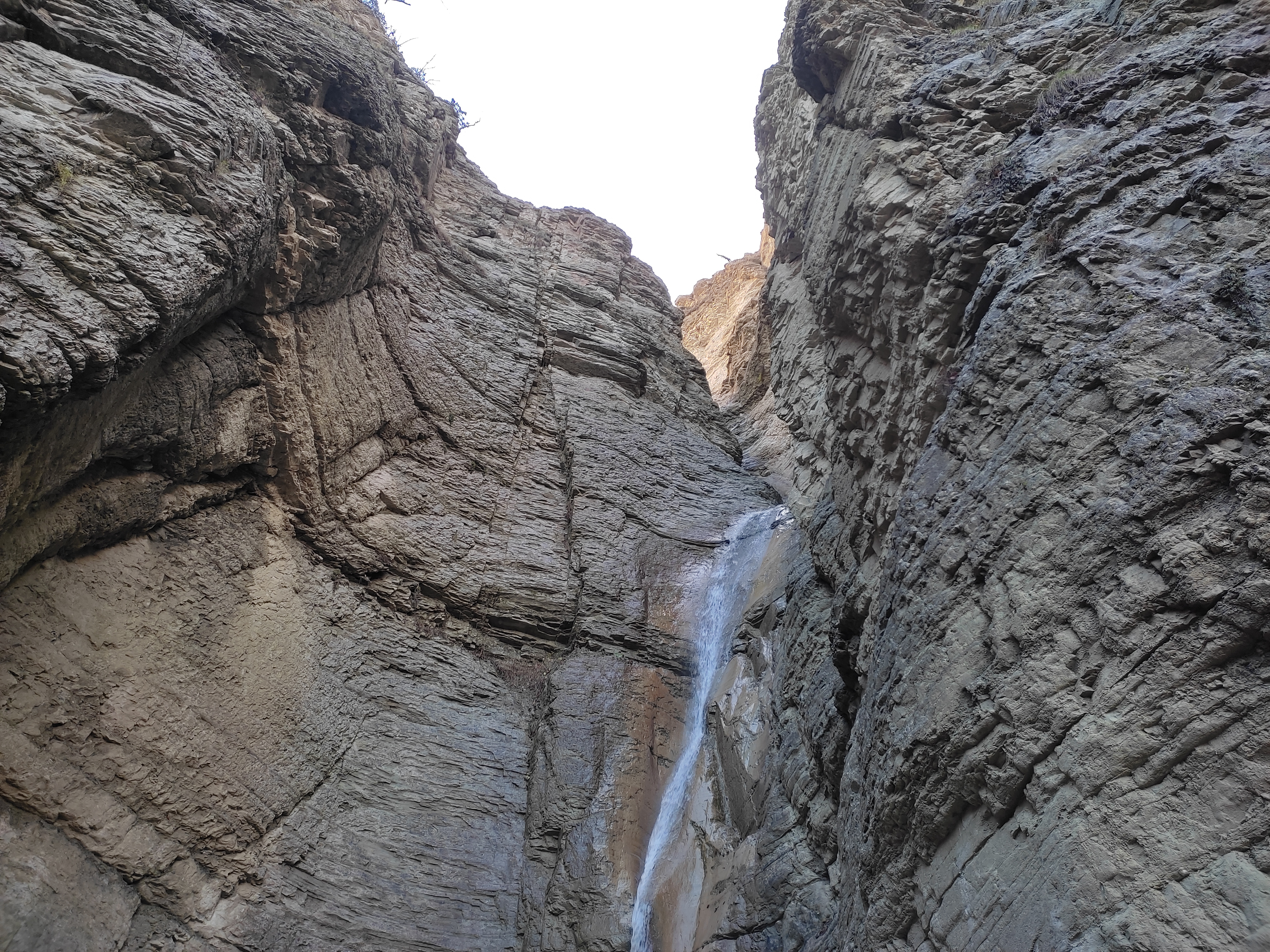
Водопад близ села Кюрдах

Расположено село на предгорной равнине на левом берегу реки Чигаджукчай, к югу от административного центра района — города Губа. К югу от села расположен водопад.

## Топонимика
Название «Кюрдах» является искажённой формой названия «Гирдахары». Данный ойконим происходит от слова гирда (азерб. girdə — «круглый») и татского слова хары (татск. xarı — «место», «земля», «участок») и означает «круглое место».

## История
Село было основано в XIX веке благодаря поселению людей на территории кишлака, принадлежавшего предпринимателю Ага-беку Садыгову.
В советские годы село Кюрдах входило в состав Рюкского сельсовета Кубинского района Азербайджанской ССР.